# مونتاگنایس
مونتاگنایس یا اینو (انگلیسی: Innu)  ساکنان بومی کانادا در بخش شمال شرقی استان کبک امروزی و برخی از بخش‌های شرقی لابرادور هستند.